# 九树下站
九树下站位于湖南省郴州市苏仙区良田镇，是京广铁路的一座火车站，现已撤销拆除。现为第三批郴州市文物保护单位。

## 概况
九树下站是衡广复线建成前局部扩能改造增建的会让站，投用于1978年。车站中心里程京广铁路K1935+010处，仅有2股道，道岔3副，站房设于线路右侧。1988年12月，衡广复线槐树下站—白石渡站段投用后，该段铁路改线废弃，车站随之弃用。

## 文物保护
2012年1月16日，九树下车站建筑、站台遗迹作为“粤汉铁路遗址”中的子项“九树下车站段”被郴州市人民政府公布为第三批郴州市文物保护单位。
- 其作为文物的保护范围为：以站台外墙基为起点，四向各至50米处[參 4]。
- 其作为文物的建设控制地带为：保护范围四向各至外沿40米处[參 4]。

## 附录

### 脚注
1. ↑  事实上，当九树下车站建成时，“粤汉铁路”作为铁路名称早已停止使用